# Persilena sengleti
Genre
Espèce
Persilena sengleti, unique représentant du genre Persilena, est une espèce d'araignées aranéomorphes de la famille des Agelenidae.

## Distribution
Cette espèce est endémique de la province d'Ilam en Iran,. Elle se rencontre vers Dizgaran.

## Description
La femelle holotype mesure 10,04 mm.

## Étymologie
Cette espèce est nommée en l'honneur d'Antoine Senglet.

## Publication originale
- Zamani & Marusik, 2020 : A review of Agelenini (Araneae: Agelenidae: Ageleninae) of Iran and Tajikistan, with descriptions of four new genera. Arachnology, vol. 18, no 4, p. 368-386.